# Kagerup (stacja kolejowa)
Kagerup (duń. Kagerup Station) – stacja kolejowa w miejscowości Kagerup, w Regionie Stołecznym, w Danii. 
Znajduje się na Gribskovbanen i jest obsługiwany przez pociągi regionalne Lokaltog.

## Linie kolejowe
- Linia Gribskovbanen